# Manastirisjte (distrikt)
Manastirisjte (bulgariska: Манастирище) är ett distrikt i Bulgarien.   Det ligger i kommunen Obsjtina Chajredin och regionen Vratsa, i den nordvästra delen av landet, 100 km norr om huvudstaden Sofia.
Trakten runt Manastirisjte består till största delen av jordbruksmark. Runt Manastirisjte är det ganska glesbefolkat, med 32 invånare per kvadratkilometer.